# یو.اس. استیل
یو. اس. استیل (به انگلیسی: U.S. Steel) شرکت فولادسازی آمریکایی است، که به‌نام شرکت فولاد ایالات متحده نیز شناخته می‌شود. مجتمع‌های تولید فولاد آمریکایی است، که عملیات عمده تولیدی آن در ایالات متحده، کانادا و اروپای مرکزی مستقر می‌باشد.
این شرکت در سال ۲۰۱۰ سیزدهمین تولیدکننده بزرگ فولاد در جهان بود. شرکت یو.اس. استیل در سال ۱۹۸۶ در پی خریداری شرکت ماراتن اویل و شرکت گاز تگزاس نام آن به یواس‌اکس تغییر یافت ولی در سال ۲۰۰۱ بار دیگر به یو.اس. استیل تغییر نام داد. با وجود اینکه میزان تولید این شرکت همچنان برابر تولید سال ۱۹۰۲ است، ولی امروزه همچنان بزرگ‌ترین تولیدکننده فولاد در ایالات متحده آمریکا به‌شمار می‌آید.